# Archidiocèse de Mérida
Ne doit pas être confondu avec Archidiocèse de Mérida-Badajoz.
L'archidiocèse de Mérida (en latin : Archidioecesis Emeritensis in Venetiola ; en espagnol : Arquidiócesis de Mérida) est un archidiocèse de l'Église catholique du Venezuela.

## Territoire

provinces ecclésiastiques du Venezuela.
Archidiocèse de Mérida
Suffragants

Il est situé dans l'État de Mérida avec un territoire de 8 109 km2 divisé en 63 paroisses regroupés en 5 archidiaconés. Le siège épiscopal est à Mérida où se trouve la cathédrale de l'Immaculée Conception (es) qui est élevée en 1991 au rang de basilique mineure par le pape Jean-Paul II

## Histoire
Le diocèse de Mérida est créé le 16 février 1778 par la bulle Magnitudo Divinae Bonitatis du pape Pie VI en prenant sur le territoire de l'archidiocèse de Santafé de Nueva Granada, aujourd'hui archidiocèse de Bogotá dont Mérida devient suffragant. Son nom originel était diocèse de Mérida de Maracaibo car son district couvrait les deux villes.
Le 29 mars 1785, le premier évêque du diocèse, Juan Ramos de Lora , établit le séminaire diocésain, inauguré le 1er novembre 1790. Le 24 novembre 1803, par la bulle In universalis Ecclesiae regimine du pape Pie VII, le diocèse entre dans la province ecclésiastique de l'archidiocèse de Caracas.
Le 7 mars 1863, il perd une partie de son territoire pour la création des diocèses de Barquisimeto et de Calabozo, aujourd'hui tous deux archidiocèses. Il est de nouveau amputé d'une partie de sa circonscription pour la création de nouveaux diocèses le 28 juillet 1897 pour le diocèse de Zulia (aujourd'hui archidiocèse de Maracaibo) et le 12 octobre 1922 pour celui de San Cristóbal. Le 11 juin 1923, il est élevé au rang d'archidiocèse métropolitain par la bulle Inter praecipuas du pape Pie XI. Il cède encore une partie de son territoire pour l'érection de nouveaux diocèses : le 4 juin 1957 pour le diocèse de Trujillo, le 23 juillet 1965 pour le diocèse de Barinas et le 7 juillet 1994 pour le diocèse d'El Vigía-San Carlos del Zulia.

## Évêques
- Juan Ramos de Lora O.F.M (1782-1790)
- Cándido Manuel de Torrijos O.P (1791-1794)
- Antonio de Espinosa O.P (1795-1800)
- Santiago Hernández Milanés (1801-1812)
- Rafael Lasso de la Vega (1815-1829)
- Buenaventura Arias Vergara (1829-1831) vicaire apostolique
- José Vicente de Unda García (1836-1840)
- Juan Hilario Bosset Castillo (1842-1873)
- Román Lovera Arregui (1880-1892)
- Antonio Ramón Silva García (1895-1923)

## Archevêques
- Antonio Ramón Silva García (1923-1927)
- Acacio Chacón Guerra (1927-1966)
- José Rafael Pulido Méndez (1966-1972)
- Ángel Pérez Cisneros (1972-1979)
- Miguel Antonio Salas Salas C.I.M (1979-1991)
- Baltazar Porras Cardozo (1991-2023), auparavant évêque titulaire de Lamdia (de)
- Helizandro Terán Bermúdez (2023- )

## Source
- (es) Cet article est partiellement ou en totalité issu de l’article de Wikipédia en espagnol intitulé « Arquidiócesis de Mérida (Venezuela) » (voir la liste des auteurs).

### Article lié
- Liste des juridictions catholiques du Venezuela